# Gurelca sonorensis
Gurelca sonorensis is een vlinder uit de familie van de pijlstaarten (Sphingidae). De wetenschappelijke naam van de soort is voor het eerst geldig gepubliceerd in 1916 door Benjamin Preston Clark.